# New Orleans and Northeastern Railroad
Le New Orleans and Northeastern Railroad (sigle AAR: NO&NE) était une compagnie de chemin de fer américain de classe I en opération en Louisiane et au Mississippi. Il exploitait un réseau de 315 km qui fut achevé en 1883. Il fut ensuite absorbé en 1969 par l'Alabama Great Southern Railroad, filiale du Southern Railway.

## Les origines
Le Mandeville & Sulphur Springs Railroad fut créé en Louisiane en 1868 par William H. Hardy dans le but de relier le sud-est de la Louisiane au nord-est des États-Unis. Puis il déposa le nom de New Orleans and Northeastern Railroad, d'abord en Louisiane le 16 mars 1870, puis au Mississippi en 1871. 1871. Les géomètres commencèrent à étudier le terrain, mais à la suite du krach de 1873, aucune voie ne fut posée, et la charte du NO&NE finit par expirer. Malgré l'absence de fonds, Hardy refusa d'abandonner. En 1877, Hardy contacta l'établissement bancaire New Yorkais d'Otto Plock & Co. C'est ainsi que le financement de la ligne fut accordé grâce au banquier Fred Wolf Plock de Montgomery, Alabama, et au financier le Baron Emil d’Erlanger, natif d'Allemagne et vivant en Angleterre. La charte du NO&NE fut à nouveau déposée en 1880, avec Fred Wolf comme président et Hardy comme vice-président. Les capitaux anglais de l'Erlanger Syndicate (via l'Alabama, New Orleans, Texas & Pacific Junction Railway company Limited) contrôlait l'ensemble des chemins de fer suivants, connus sous le nom de Queen & Crescent Route, reliant Cincinnati, Ohio (the "Queen City") avec La Nouvelle-Orléans, Louisiane (the "Crescent City"), et Shreveport, Louisiane:
- Cincinnati Southern Railway (1869-présent), loué à partir de 1881 par le Cincinnati, New Orleans and Texas Pacific Railway (CNO&TP) (1881-présent): de Cincinnati, Ohio à Chattanooga, Tennessee
- Alabama Great Southern Railroad (AGS) (1877-présent): de Chattanooga à Meridian, Mississippi
- New Orleans and Northeastern Railroad (NO&NE): de Meridian à La Nouvelle-Orléans
- Vicksburg & Meridian Railroad (1867-1889), réorganisé en Alabama and Vicksburg Railway: de Meridian à Vicksburg, Mississippi
- Vicksburg, Shreveport and Pacific Railway (1879-1926) : de Vicksburg à Shreveport

Pour superviser la construction du NO&NE qui débuta en 1881, George B. Nicholson fut désigné ingénieur en chef de la division sud (de New Orleans au fleuve de la rivière aux Perles, tandis que Samuel Whinery devint ingénieur en chef de la division nord (de la rivière aux Perles à Meridian). La construction proprement dite débuta en février 1882, et en août 1883, des trains circulaient jusqu'à Hattiesburg, le point le plus au sud de la ligne; puis la voie fut prolongée jusqu'à une zone située à environ 42 km au nord de la rivière des Perles.  La ligne fut également prolongée entre La Nouvelle-Orléans et la rivière des Perles, exception faite du long pont de bois sur le lac Pontchartrain. 
Ce pont de bois à chevalet était considéré comme le plus long pont ferroviaire du monde, avec ses 33,8 km. De nombreux kilomètres d'approche du pont furent plus tard empierrés afin de réduire la maintenance. Cette ligne de 315 km reliant La Nouvelle-Orléans à Meridian, Mississippi reçut son premier train régulier de marchandises le 3 novembre 1883 (dans le sens nord-sud), et celui de voyageurs le 18 novembre,. 
La voie fut mise à l'écartement standard en juin 1886.

## Dans l'orbite du Southern
Le Southern Railway (SOU) prit des parts dans le NO&NE ainsi que dans les autres compagnies constituant le Queen & Crescent System, en 1895.
À la fin l'année 1916, le Southern Railway prit le contrôle de la ligne principale du Queen & Crescent Routele en rachetant le reste des actions anglaises. L'ensemble de ces trois lignes (NO&NE, CNO&TP et AGS) conservèrent leurs identités en tant qu'entreprises, mais furent contrôlées et exploitées sous les couleurs du réseau du Southern Railway.
Il fallut attendre 1926 pour que l'embranchement reliant Meridian à Shreveport fut repris par l'Illinois Central Railroad via sa filiale Yazoo and Mississippi Valley Railroad. Cette dernière racheta ainsi l'Alabama & Vicksburg Railway (ex Vicksburg & Meridian Railroad 1867-1889) et le Vicksburg, Shreveport and Pacific Railway (1879-1926).
Au XXe siècle, d'autres entreprises s'installèrent le long des voies du NO&NE: une fabrique de bouteille de Coca-Cola, un dépôt de la Texaco, et une manufacture faisant des extractions à partir du bois.
Afin de fin de simplifier son organisation, le Southern Railway décida de fusionner le NO&NE dans l'Alabama Great Southern Railroad le 31 janvier 1969,. 
Le 1er juin 1982, le Southern Railway et le Norfolk and Western Railway (N&W) constituèrent leur holding Norfolk Southern Corporation. Puis le Southern adopta le nom de Norfolk Southern Railway (NS) en 1990, avant d'absorber le N&W à la fin 1997.

## Équipement
En 1889, le parc comptait : 31 locomotives, 10 voitures de voyageurs, 5 wagons postaux (baggage mail & express), 366 fourgons et wagons pour les fruits (box and fruit), 126 wagons plats (flats), 934 wagons de charbon (coal), 19 cabooses, 150 wagons divers.

## Voies et bâtiments

### Le dépôt de Slidell
Le site situé au nord-est de La Nouvelle-Orléans fut choisi par les géomètres dès 1881; et reçut le nom de Slidell Station; ce fut tout d'abord un simple camp pour les ouvriers du chantier, puis lorsque le NO&NE y arriva le 15 octobre 1883, le site prit de l'importance. Le téléphone et le télégraphe y furent installés en 1884. La ville de Slidell, officiellement créée le 3 novembre 1888, fut l'une des dernières villes à être fondée sur la Paroisse de Saint-Tammany. Cette ville fut également traversée en 1905 par le New Orleans & Great Northern Railroad (NO&GN), qui devait réunir La Nouvelle-Orléans à Jackson. 
Le dépôt commun au New Orleans & Northeastern et au New Orleans & Great Northern Railroad fut construit en 1913 à Slidell, ce qui contribua au développement économique de la ville.
La présence de ces deux compagnies attira de nombreuses entreprises. La première fabriquait de la créosote pour traiter les bois servant de piliers et d'entretoises pour la construction du pont ferroviaire sur le lac Pontchartrain. Une autre entreprise la Slidell Grocery and
Grain Company connut un développement durable. La plus importante de toutes fut la Salmen
Brothers Brick and Lumber Company dont l'exploitation dura de 1887 aux années 1920. 
De nos jours, la ligne du NO&NE est toujours utilisée par la NS, et le dépôt de Slidell reste utilisé par l'Amtrak.

## Traduction
- (en) Cet article est partiellement ou en totalité issu de l’article de Wikipédia en anglais intitulé « New Orleans and Northeastern Railroad » (voir la liste des auteurs).